# 哈特曼手术
直肠乙状结肠切除术，或称哈特曼手术，是指一通包含切除直肠乙状结肠，关闭直肠肛门并在结肠残端经行结肠造口术的系统性手术。此术通常应用于治疗结肠癌或严重的肠道炎症（例如乙状结肠炎、直肠炎、憩室炎、肠扭转等）。随着医疗技术的发展，尤其是微创手术的进步，该手术目前一般仅作为紧急手术或用于结直肠肿瘤患者的姑息治疗而实施。 
由于结合了近端结肠造口术或回肠造口术，哈特曼手术是肛肠外科医生治疗远端结肠恶性梗阻时最常实施的手术之一。通过实施该术，病变可以被切除，但远端肠道会被在腹膜内关闭，同时近端肠道也会通过造瘘改道。
该手术的适应症通常包括：
1. 因癌症导致的肠道穿孔以及因此引起的腹膜炎
2. 外科医生认为无法进行安全吻合的近端肠道损伤
3. 复杂性憩室炎
一项2002年的研究数据统计得出，哈特曼手术的术后死亡率约为8.8%。虽然该术总体死亡率较低，但该统计数据根据不同的手术指征也体现出很大差异。一项2013年发表的研究还表明，通过腹腔镜实施的哈特曼手术与开腹实施的哈特曼手术的死亡率并无明显的统计学差异。 

## 词源和历史
该手术得名于法国外科医生亨利·阿尔伯特·哈特曼（Henri Albert Hartmann）在1921年首次发表记录。 哈特曼医师的论文原文为法语，共两段，并由英国学者托马斯·匹茨尔（Thomas Pézier）翻译为英文并评议。之后，该手术的细节在哈特曼医师于1931年出版的著作《直肠外科》（法语：Chirurgie du Rectum）一书中被详细描述，位列该书的第8卷。 